# Squalidus wolterstorffi
Squalidus wolterstorffi е вид лъчеперка от семейство Шаранови (Cyprinidae). Видът не е застрашен от изчезване.

## Разпространение и местообитание
Разпространен е в Китай (Анхуей, Гуандун, Гуанси, Гуейджоу, Джъдзян, Дзянси, Дзянсу, Фудзиен, Хубей, Хунан, Шанхай и Юннан) и Хонконг.
Обитава сладководни и полусолени басейни и реки. Среща се на дълбочина около 2 m.

## Описание
На дължина достигат до 10 cm.